# Silene bellidifolia
Silene bellidifolia ist eine Pflanzenart aus der Gattung der Leimkräuter (Silene) innerhalb der Familie der Nelkengewächse (Caryophyllaceae).

## Merkmale
Die Stängel sind 30 bis 60 Zentimeter lang und abstehend borstig behaart. Die Blüten sind fast sitzend. Die Kelche sind 14 bis 17 Millimeter lang und angedrückt weich behaart. Zur Fruchtzeit sind sie keulenförmig. Die Kronblätter sind rosafarben und zweispaltig. Die Kapselfrucht ist 9 bis 11 Millimeter groß und weist einen 4 bis 5 Millimeter langen Fruchtträger auf.
Die Chromosomenzahl beträgt 2n = 24.

## Vorkommen
Silene bellidifolia kommt im Mittelmeerraum von Marokko und Portugal bis Griechenland und die Türkei vor. Es gibt Vorkommen in Algerien, Tunesien, Portugal, Spanien, den Balearen, Italien, Korsika, Sardinien, Sizilien, Malta, Kroatien, Serbien, Albanien, Griechenland, Kreta und in der Türkei.

## Taxonomie
Silene bellidifolia wurde 1776 von Nicolaus Joseph von Jacquin in Hortus Botanicus Vindobonensis Band 3, Seite 44, tab. 81 erstbeschrieben. Synonyme sind Silene vespertina Retz., Silene hirsuta Poir. und Silene hispida Desf.